# Charlotte Leduc
Charlotte Leduc (geboren am 18. Juni 1980 in Senlis, Oise) ist eine französische Archäozoologin und Politikerin.
Leduc ist Mitglied der Partei La France insoumise. Bei der Parlamentswahl 2022 wurde sie im 3. Wahlkreis des Departement Moselle auf der Liste des Parteienbündnisses Nupes als Abgeordnete in die französische Nationalversammlung gewählt.

## Leben und Wirken
Leduc wurde 2010 bei Joëlle Burnouf an der Universität Paris 1 in prähistorischer Archäozoologie promoviert. Sie ist Forschungsbeauftragte am Institut national de recherches archéologiques préventives (Inrap) und gilt als ausgewiesene Expertin für Fauna des Mesolithikums.
Seit 2015 ist Leduc bei der globalisierungskritischen Vereinigung Attac aktiv und leitete die Mobilisierung gegen den G7-Gipfel in Metz im Jahr 2019. Sie engagiert sich im Collektiv Stop Amazon beim Kampf gegen die Ansiedlung eines riesigen Vertriebszentrums in Metz.
Als Kandidatin der Partei La France insoumise auf der Liste des Parteienbündnisses NUPES erzielte Leduc bei der Parlamentswahl 2022 im dritten Wahlkreis des Departement Moselle im ersten Wahlgang die meisten Stimmen und lag damit vor der Kandidatin der Partei Rassemblement national Françoise Grolet. Im zweiten Wahlgang wurde sie mit 51,46 % der abgegebenen Stimmen gewählt. In diesem Wahlkreis wurde so erstmalig eine linke Kandidatin in die Nationalversammlung gewählt. Im Parlament ist sie im Finanzausschuss tätig, sie ist Berichterstatterin für den neuen Sonderbericht Verwaltung der Staatsfinanzen: Bekämpfung der Steuerflucht".

## Wahlergebnisse
| Wahljahr | Partei | Partei | Wahlkreis   | 1. Wahlgang  | 1. Wahlgang | 1. Wahlgang | 2. Wahlgang  | 2. Wahlgang | 2. Wahlgang | Ergebnis |
| Wahljahr | Partei | Partei | Wahlkreis   | Stimmen abs. | %           | Rang        | Stimmen abs. | %           | Rang        | Ergebnis |
| -------- | ------ | ------ | ----------- | ------------ | ----------- | ----------- | ------------ | ----------- | ----------- | -------- |
| 2022     |        | LFI    | Moselle III | 8.178        | 24,27       | 1.          | 14.012       | 51,46       | 1.          | gewählt  |